# 中华人民共和国工业和信息化部
中华人民共和国工业和信息化部（英語：Ministry of Industry and Information Technology），标准简称工业和信息化部，亦简称工信部，是中华人民共和国国务院主管工业和信息产业的组成部门。
工业和信息化部主要负责拟订实施行业规划、产业政策和标准，监测工业行业日常运行，推动重大技术装备发展和自主创新，管理通信业，指导推进信息化建设，协调维护国家信息安全等。工业和信息化部作为行业管理部门，主要是管规划、管政策、管标准，指导行业发展，但不干预企业生产经营活动。
工业和信息化部是在原信息产业部、国防科工委的基础上，于2008年3月根据第十一届全国人民代表大会第一次会议的关于国务院机构改革的决议设立的。

## 沿革

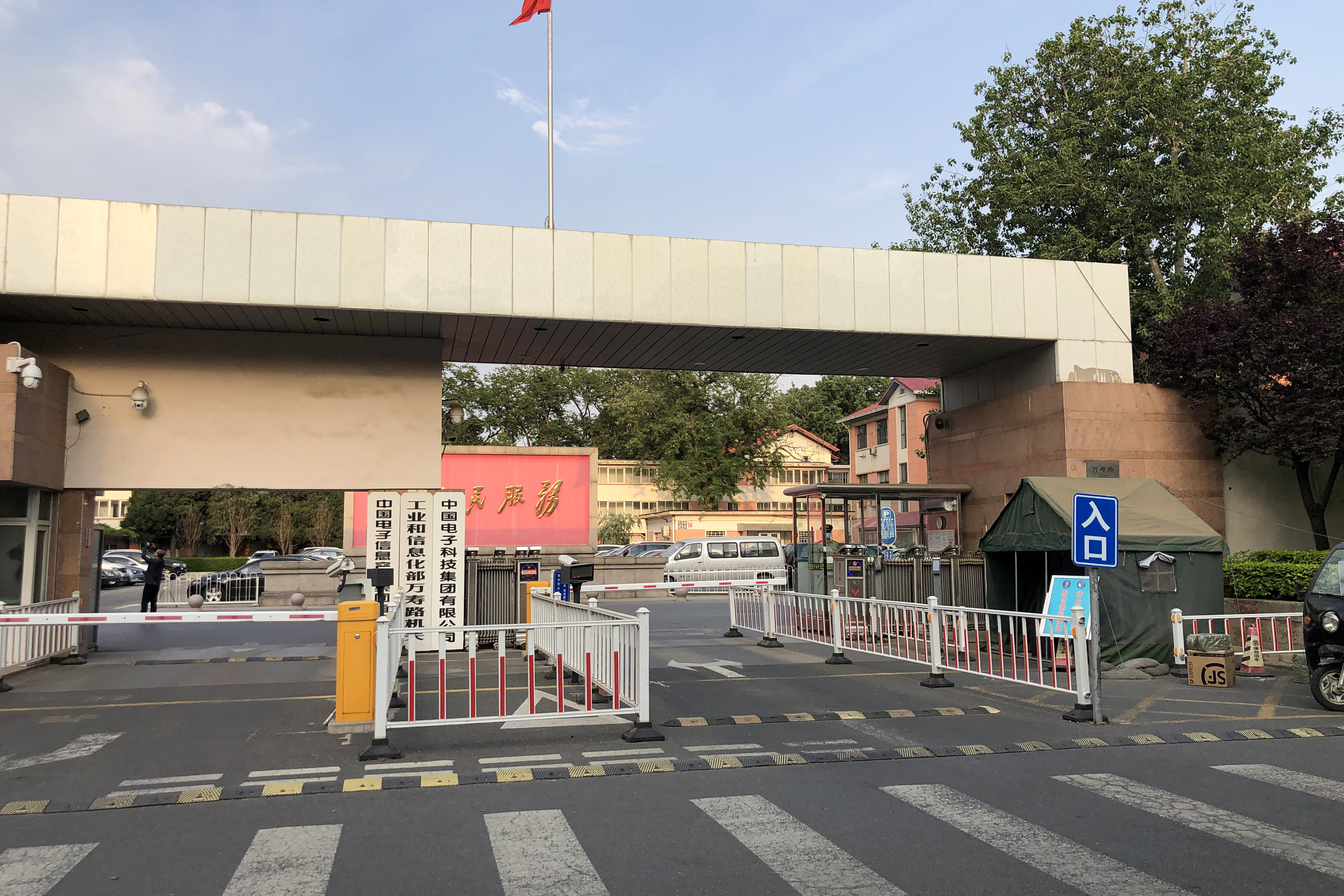
工信部万寿路机关（原电子工业部所在地）

2008年3月15日，第十一届全国人民代表大会第一次会议通过《第十一届全国人民代表大会第一次会议关于国务院机构改革方案的决定》，批准《国务院机构改革方案》。方案规定：“组建工业和信息化部。将国家发展和改革委员会的工业行业管理有关职责，国防科学技术工业委员会核电管理以外的职责，信息产业部和国务院信息化工作办公室的职责，整合划入工业和信息化部。组建国家国防科技工业局，由工业和信息化部管理。国家烟草专卖局改由工业和信息化部管理。不再保留国防科学技术工业委员会、信息产业部、国务院信息化工作办公室。”
2018年3月，中共中央印发的《深化党和国家机构改革方案》称，“将国家计算机网络与信息安全管理中心由工业和信息化部管理调整为由中央网络安全和信息化委员会办公室管理”。
2018年9月13日，《中共中央办公厅 国务院办公厅关于调整工业和信息化部职责的通知》称，“将工业和信息化部牵头《烟草控制框架公约》履约职责划入国家卫生健康委员会”。
2020年1月2日，工业和信息化部决定将原工信部装备工业司拆分为装备工业一司、装备工业二司。工信部装备工业一司主要负责机械和汽车领域行业管理，工信部装备工业二司主要负责民用飞机、民用船舶、轨道交通机械制造业领域行业管理。
2020年8月31日，根据国家发展改革委《关于全面推开行业协会商会与行政机关脱钩改革的实施意见》（发改体改〔2019〕1063号）、《关于做好全面推开全国性行业协会商会与行政机关脱钩改革工作的通知》（联组办〔2019〕2号），原由工业和信息化部主管的中国互联网协会、中国无线电协会等38家行业协会（商会）与工业和信息化部分离，依法直接登记、独立运行，剥离行政职能，不再设置业务主管单位。取消对其的直接财政拨款，通过政府购买服务等方式支持其发展。
2023年3月11日，第十四届全国人民代表大会第一次会议通过《第十四届全国人民代表大会第一次会议关于国务院机构改革方案的决定》，批准《国务院机构改革方案》。方案规定：“将科学技术部的组织拟订高新技术发展及产业化规划和政策，指导国家自主创新示范区、国家高新技术产业开发区等科技园区建设，指导科技服务业、技术市场、科技中介组织发展等职责划入工业和信息化部。”

## 职责
根据《工业和信息化部主要职责内设机构和人员编制规定》，工业和信息化部承担下列职责：
1. 提出新型工业化发展战略和政策，协调解决新型工业化进程中的重大问题，拟订并组织实施工业、通信业、信息化的发展规划，推进产业结构战略性调整和优化升级，推进信息化和工业化融合，推进军民结合、寓军于民的武器装备科研生产体系建设。
2. 制定并组织实施工业、通信业的行业规划、计划和产业政策，提出优化产业布局、结构的政策建议，起草相关法律法规草案，制定规章，拟订行业技术规范和标准并组织实施，指导行业质量管理工作。
3. 监测分析工业、通信业运行态势，统计并发布相关信息，进行预测预警和信息引导，协调解决行业运行发展中的有关问题并提出政策建议，负责工业、通信业应急管理、产业安全和国防动员有关工作。
4. 负责提出工业、通信业和信息化固定资产投资规模和方向(含利用外资和境外投资)、中央财政性建设资金安排的意见，按国务院规定权限审批、核准国家规划内和年度计划规模内固定资产投资项目。
5. 拟订高技术产业中涉及生物医药、新材料、航空航天、信息产业等的规划、政策和标准并组织实施，指导行业技术创新和技术进步，以先进适用技术改造提升传统产业，组织实施有关国家科技重大专项，推进相关科研成果产业化，推动软件业、信息服务业和新兴产业发展。
6. 承担振兴装备制造业组织协调的责任，组织拟订重大技术装备发展和自主创新规划、政策，依托国家重点工程建设协调有关重大专项的实施，推进重大技术装备国产化，指导引进重大技术装备的消化创新。
7. 拟订并组织实施工业、通信业的能源节约和资源综合利用、清洁生产促进政策，参与拟订能源节约和资源综合利用、清洁生产促进规划，组织协调相关重大示范工程和新产品、新技术、新设备、新材料的推广应用。
8. 推进工业、通信业体制改革和管理创新，提高行业综合素质和核心竞争力，指导相关行业加强安全生产管理。
9. 负责中小企业发展的宏观指导，会同有关部门拟订促进中小企业发展和非国有经济发展的相关政策和措施，协调解决有关重大问题。
10. 统筹推进国家信息化工作，组织制定相关政策并协调信息化建设中的重大问题，促进电信、广播电视和计算机网络融合，指导协调电子政务发展，推动跨行业、跨部门的互联互通和重要信息资源的开发利用、共享。
11. 统筹规划公用通信网、互联网、专用通信网，依法监督管理电信与信息服务市场，会同有关部门制定电信业务资费政策和标准并监督实施，负责通信资源的分配管理及国际协调，推进电信普遍服务，保障重要通信。
12. 统一配置和管理无线电频谱资源，依法监督管理无线电台(站)，负责卫星轨道位置的协调和管理，协调处理军地间无线电管理相关事宜，负责无线电监测、检测、干扰查处，协调处理电磁干扰事宜，维护空中电波秩序，依法组织实施无线电管制。
13. 承担通信网络安全及相关信息安全管理的责任，负责协调维护国家信息安全和国家信息安全保障体系建设，指导监督政府部门、重点行业的重要信息系统与基础信息网络的安全保障工作，协调处理网络与信息安全的重大事件。
14. 开展工业、通信业和信息化的对外合作与交流，代表国家参加相关国际组织。
15. 承办国务院交办的其他事项。

## 机构设置
根据《工业和信息化部主要职责内设机构和人员编制规定》、《中央机构编制委员会办公室关于进一步明确工业和信息化部派驻地方通信管理局主要职责有关事宜的批复》（中央编办复字〔2012〕17号），工业和信息化部设置下列机构：

### 内设机构
- 办公厅
- 产业政策与法规司
- 规划司
- 财务司
- 科技司
- 高新技术司
- 运行监测协调局
- 中小企业局
- 节能与综合利用司
- 安全生产司（国家履行《禁止化学武器公约》工作办公室）
- 原材料工业司（稀土办公室）
- 装备工业一司
- 装备工业二司（国家重大技术装备办公室）
- 消费品工业司
- 军民结合推进司
- 电子信息司
- 信息技术发展司
- 信息通信发展司
- 信息通信管理局
- 网络安全管理局
- 无线电管理局（国家无线电办公室）
- 国际合作司（港澳台办公室）
- 人事教育司
- 机关党委（巡视工作办公室）
- 离退休干部局
- 机关服务局

### 工信部管理的国家局
- 国家国防科技工业局（副部级）
- 国家烟草专卖局（副部级）

对外保留国家局牌子
- 国家航天局（副部级）
- 国家原子能机构（副部级）

### 派出机构
- 北京市通信管理局
- 天津市通信管理局
- 河北省通信管理局
- 山西省通信管理局
- 内蒙古自治区通信管理局
- 辽宁省通信管理局
- 吉林省通信管理局
- 黑龙江省通信管理局
- 上海市通信管理局
- 江苏省通信管理局
- 浙江省通信管理局
- 安徽省通信管理局
- 福建省通信管理局
- 江西省通信管理局
- 山东省通信管理局
- 河南省通信管理局
- 湖北省通信管理局
- 湖南省通信管理局
- 广东省通信管理局
- 广西壮族自治区通信管理局
- 海南省通信管理局
- 重庆市通信管理局
- 四川省通信管理局
- 贵州省通信管理局
- 云南省通信管理局
- 西藏自治区通信管理局
- 陕西省通信管理局
- 甘肃省通信管理局
- 青海省通信管理局
- 宁夏回族自治区通信管理局
- 新疆维吾尔自治区通信管理局

### 直属事业单位
- 中国信息通信研究院
- 中国电子信息产业发展研究院（工业和信息化部电子第三研究所）
- 国家工业信息安全发展研究中心（工业和信息化部电子第一研究所）
- 中国电子技术标准化研究院（工业和信息化部电子工业标准化研究院、工业和信息化部电子第四研究院）
- 中国电子产品可靠性与环境试验研究所（中国赛宝实验室、工业和信息化部电子第五研究所）
- 中国工业互联网研究院
- 国家无线电监测中心
- 中国机电设备招标中心（工业和信息化部政府采购中心）
- 中国互联网络信息中心
- 工业和信息化部新闻宣传中心（人民邮电报社）
- 中国中小企业发展促进中心
- 火炬高技术产业开发中心
- 网络安全产业发展中心（信息中心）
- 应急通信保障中心
- 产业发展促进中心
- 装备工业发展中心
- 国际经济技术合作中心（中国国际贸易促进委员会电子信息行业分会）
- 人才交流中心
- 教育与考试中心
- 工业文化发展中心
- 通信清算中心
- 威海电子信息技术综合研究中心
- 中国软件评测中心（工业和信息化部软件与集成电路促进中心，中国电子信息产业发展研究院代管）

#### 直属高等学校
- 北京航空航天大学[註 1]
- 北京理工大学[註 1]
- 哈尔滨工业大学[註 1]
- 西北工业大学[註 1]
- 南京航空航天大学
- 南京理工大学
- 哈尔滨工程大学

### 直属企业单位
- 中国工信出版传媒集团有限责任公司

### 主管社会团体
- 中国通信学会
- 中国电子学会
- 中国互联网协会

## 历任领导
| 部长 1. 李毅中（2008年3月17日－2010年12月25日） 2. 苗 圩（2010年12月25日－2020年8月11日） 3. 肖亚庆（2020年8月11日－2022年9月2日） 4. 金壮龙（2022年9月2日－2025年4月30日） 5. 李乐成（2025年4月30日至今） 副部长 ...... - 刘利华（2011年2月－2018年2月） - 毛伟明（2013年11月－2015年7月） - 辛国斌（2015年7月－） - 冯 飞（2015年10月－2016年8月） - 陈肇雄（2015年10月－2020年5月） - 唐登杰（2017年5月－2017年12月） - 罗 文（2017年7月－2019年1月） - 王江平（2018年3月－2024年11月） - 张克俭（2018年5月－2025年1月） - 王志军（2019年1月－2022年4月） - 刘烈宏（2020年7月－2021年9月） - 徐晓兰（女，致公党）（2021年7月－2024年4月） - 张云明（2022年2月－） - 单忠德（2024年2月－） - 熊繼軍（2024年8月－） - 谢远生（2025年7月－） | 党组书记 1. 李毅中（2008年3月17日－2010年12月25日） 2. 苗 圩（2010年12月25日－2020年7月31日） 3. 肖亚庆（2020年7月31日－2022年7月29日） 4. 金壮龙（2022年7月29日－2025年2月28日） 5. 李乐成（2025年2月28日至今） 中央纪委驻部纪检组组长 ...... - 郭开朗（2016年9月－2018年3月） 中央纪委国家监委驻部纪检监察组组长 1. 郭开朗（2018年3月－2022年10月） 2. 叶 民（2022年10月－） 党组成员 ...... - 刘利华（2011年2月－2018年2月） - 凌成兴（2013年5月－2018年7月） - 辛国斌（2015年7月－） - 冯 飞（2015年10月－2016年8月） - 陈肇雄（2015年10月－2020年5月） - 郭开朗（2016年9月－2022年10月） - 张 峰（2016年12月－2020年1月） - 罗 文（2017年7月－2019年1月） - 王江平（2018年3月－2024年11月） - 张克俭（2018年5月－2025年1月） - 张建民（2018年7月－） - 王志军（2019年1月－2022年4月） - 田玉龙（2020年1月－？） - 刘烈宏（2020年7月－2021年9月） - 张云明（2022年2月－） - 叶 民（2022年10月－） - 谢远生（2024年1月－） - 单忠德（2024年2月－） |

总经济师
……
- 高东升（2023年2月－）[17][18]

总工程师
……
- 赵志国（2023年2月－2025年1月）[17][19][20]
- 谢少锋（2024年11月－）[18][19]
- 钟志红（2025年8月－）[21]